# Ferdinand de Saussure
Ferdinand de Saussure (pronunciación en francés: /fɛʁdinɑ̃ də sosyʁ/; Ginebra, 26 de noviembre de 1857-Vufflens-le-Château, 22 de febrero de 1913) fue un lingüista, semiólogo y filósofo suizo cuyas ideas sirvieron para el inicio y posterior desarrollo del estudio de la lingüística moderna en el siglo XX. Se lo conoce como el padre de la lingüística estructural del siglo XX. También inició la Escuela de Ginebra dentro de las llamadas escuelas estructuralistas. Cuando murió, un grupo de alumnos suyos continuó su labor. Pese a esto, muchos lingüistas y filósofos consideran sus ideas como extemporáneas.

## Biografía intelectual
Estudió sánscrito en Leipzig, Alemania, donde tuvo como influencia a los neogramáticos, que buscaban renovar los métodos de la gramática comparada. Luego se dedicó al estudio de la expresión musical y publicó a los 21 años Memoria sobre el sistema primitivo de vocales en las lenguas indoeuropeas con tal rigor y método (gramática comparada) que hoy sigue vigente. Al año siguiente publicó su tesis doctoral titulada Sobre el empleo del genitivo  absoluto en sánscrito, trabajo que le da los méritos para ser nombrado profesor de gramática comparada de la Escuela de Estudios Superiores de París.
Después de trabajar como profesor en esta academia durante diez años, es nombrado profesor de gramática comparada en la Universidad de Ginebra, preocupado por los problemas del lenguaje. Fruto de todos estos años sería la publicación póstuma (en 1916) del Curso de lingüística general (la prematura muerte del maestro había ocurrido tres años antes, en 1913), que se convertiría en todo un hito en la historia de la lingüística. Su publicación fue realizada por sus alumnos Charles Bally y Albert Sechehaye, basándose en la reelaboración de los apuntes tomados por varios alumnos (Ch. Bally, A. Sechehaye, H. Frei, A. Meillet, J. Vendryes) a partir de las tres ocasiones en que Saussure impartió el curso en dicha universidad entre los años 1906 y 1911. En tal curso se destacan las consideraciones de Saussure referentes al signo lingüístico, el cual se desdobla en un concepto o significado y su «imagen acústica» o significante.

## Curso de lingüística general
El mayor aporte que hizo Saussure en su Curso de lingüística general fue la constitución de la lingüística como una ciencia. Para ello, en primer lugar, debió delimitar su objeto de estudio (la lengua) dejando de lado lo que él llamará el habla. Esta bipartición tan criticada posteriormente (ya que son las dos caras de una misma moneda y no se puede estudiar una sin considerar a la otra) debemos entenderla en su contexto, el positivismo, para comprender que su objetivo era formular un método para dar a sus estudios el mismo valor científico con el que se miden las llamadas "ciencias exactas". En efecto, su estudio abunda en dicotomías de este tipo. 
El Curso de Lingüística General, de Ferdinand De Saussure, tiene las siguientes ideas que son fundamentales para comprender su perspectiva estructuralista acerca de la Lingüística.  
- Lengua y habla
  - Lengua: idioma, sistema abstracto.
  - Habla: Realización concreta del lenguaje, herramienta comunicativa.
- Lingüística diacrónica y lingüística sincrónica
  - Lingüística diacrónica: Estudia la evolución de la lengua durante el tiempo, cómo cambian las palabras, los signos, aparición y discontinuación de estos.
  - Lingüística sincrónica: Es el estudio de la lengua durante un momento dado, como sistema coherente.
- Fonética y fonología.
  - Fonética: Es el estudio del sonido y su valor en el habla, específicamente hablando de los fonos (unidad de sonido del habla).
  - Fonología: Estudio que se enfoca en conocer el sistema de fonemas de una lengua.
- Significado y significante.
  - Significante: Imagen acústica, cadena de sonidos.
  - Significado: Imagen conceptual, es el concepto o la idea que atribuimos a una cosa.
- Inmutabilidad y mutabilidad del signo.
  - Inmutabilidad del signo: El individuo no es capaz de cambiar el significado del signo lingüístico.
  - Mutabilidad del signo: La sociedad es capaz de cambiar el significado del signo lingüístico.
- Relaciones sintagmáticas y relaciones paradigmáticas.
  - Relaciones sintagmáticas:  Proceso de combinación de los elementos lingüísticos, eje de combinación.
  - Relaciones paradigmáticas: Proceso de selección entre un conjunto virtual de elementos lingüísticos, eje de selección.
- La aglutinación y la analogía.
- El valor lingüístico. Es la relación de una imagen conceptual y una imagen acústica.
- Semiótica y lingüística.
  - Semiótica: Estudia las relaciones que hay entre el ser humano, signos y símbolos.
  - Lingüística: Ciencia cuyo campo de estudio es el lenguaje.
- Linealidad del significante. Dicta que la secuencia de los sonidos tiene un orden dentro del tiempo.

Saussure decidió centrarse en la lengua porque esta puede ser abordada científicamente. En su Curso..., Saussure da muchas definiciones de la noción "lengua". La más importante, que da cuenta de su perspectiva estructuralista, es que la lengua es un sistema, es decir, que sus elementos se relacionan entre sí, no están aislados. 
Además, el autor establece diferencias muy claras entre la lengua y el habla. En primer lugar, se podría decir que la lengua es social mientras que el habla es individual. Esto quiere decir que la lengua es un conjunto de convenciones sociales que permiten el ejercicio del habla en los individuos. 
En segundo lugar, Saussure dice que el habla es accesoria y más o menos accidental. Esto significa que el ejercicio del habla no es algo esencial. Por ejemplo, podemos pensar en la letra de una canción, compuesta por signos lingüísticos, sin necesidad de ejercer el habla. Por último, la lengua, a diferencia del habla, es registrada pasivamente por los individuos. Esto puede apreciarse a partir de la observación de, por ejemplo, cómo los bebés comienzan a entender a las personas a sus alrededores. Si bien no se les dan clases para aprender su lengua materna, son capaces de incorporarla de forma pasiva al escuchar a otros hablarla. 
Según Saussure, la lengua "no es una nomenclatura". Es decir, la lengua no une una palabra y una cosa, sino que une dos entidades psíquicas: el concepto y la imagen acústica (significados y significantes). Esto se asocia con la perspectiva estructuralista del autor y, sobre todo, con la noción de valor.  

### Linealidad del significante
Otro de los principios del signo es la linealidad de su significante. Esto es, que este se desenvuelve en una extensión lineal: un elemento después de otro. Tiene una naturaleza auditiva y únicamente se desarrolla en el tiempo: se representa en una extensión, y esta misma es medible en una sola dimensión, una línea. 
Para ilustrar esta propiedad, pensemos qué pasaría si tenemos estas cuatro letras A-C-S-O, para formar un signo, o encontrar un significado que pueda ser representado por ellas y así formar un significante. Como por ejemplo la palabra SACO; se colocan las letras, una delante de la otra. También puede ser COSA. Por lo que si cambia el orden de los elementos, cambia el significante. Y sin dejar de lado las sílabas y sus acentos, un caso totalmente distinto es que dentro de ese conjunto de letras, podemos formar la palabra SACÓ. El significante se constituye por “sólo oposiciones diversas con lo que está a su lado” como dijo Saussure. Entonces, podemos decir que si el orden de las letras no estuviese asociado a ningún significado, esto no sería un signo.

## Legado
Aunque la repercusión de esta obra no fue inmediata, en los años siguientes su aporte fue trascendente para el desarrollo de esta ciencia durante el pasado siglo. Asimismo, esta obra fue la inspiración del movimiento intelectual que comenzó con la obra de Levi-Strauss, Tristes trópicos, denominado estructuralismo. En sus estudios sobre las afasias Roman Jakobson obtuvo mucha inspiración a partir de las consideraciones de Saussure y luego, por su parte, Jacques Lacan elaboró teorías en las cuales sintetizaba la obra de Sigmund Freud, con la de Jakobson, Lévi-Strauss y Saussure; en cuanto a Saussure, Lacan consideraba que hay que replantear el modelo saussuriano del signo lingüístico, el modelo saussuriano cerrado y biunívoco entre significado y significante sería correcto en los animales irracionales pero es abierto en el Homo sapiens. Lacan invierte el diseño del signo lingüístico saussuriano: el significante es puesto arriba, la barra que lo separa del significado se expresa señalando a la represión y el significado se desplaza bajo tal barra hasta el punto que, según la opinión de Lacan, "bajo" un Significante hay nada. En cuanto a Lévi-Strauss, toma de Saussure especialmente sus criterios de oposiciones binarias y discretas (como las que pudieran ocurrir entre los fonemas) y los ejes sincrónico y diacrónico para elaborar una compleja antropología estructuralista (tal cual se puede observar en El pensamiento salvaje o en Las estructuras de parentesco).

## Obras de Saussure
Las publicaciones de Saussure en vida son únicamente la Mémoire sur le système primitif des voyelles dans les langues indo-européennes, su tesis doctoral De l'emploi du génitif absolu en sanskrit y numerosos artículos reunidos en Recueil des publications scientifiques. 

## Eponimia
- El asteroide (13580) de Saussure[9] conmemora su nombre y el del naturalista suizo del mismo apellido Horace-Bénédict de Saussure (1740-1799).

### Además, Jean Starobinski publicó textos inéditos de Saussure que se refieren a su pasión por la literatura latina
- Jean Starobinski: Les mots sous les mots. les anagrammes de Ferdinand de Saussure, Ed.: Éditions Flammarion, 1971, Coll.: Chemin, ISBN 2070280691

### Otras publicaciones
- F. de Saussure, curso de lingüística general, éd. Payot, (1913)1995
- Simon Bouquet, Introduction à la lecture de Saussure, éd. Payot, 1997
- Françoise Gadet, Saussure, una ciencia de la lengua, éd. PUF, 1987 (une initiation)
- Robert Godel,  Les sources manuscrites du "curso de lingüística general", éd.Droz, 1969
- Claudine Normand, Ferdinand de Saussure - Critique et Interprétation, éd. Les Belles Lettres, 2000
- Arild Utaker, La filosofía del lenguaje, una arqueología saussuriana, Paris,  "Pratiques théoriques", PUF, 2002.
- Arrivé, Michel,  À la recherche de Ferdinand de Saussure, éd. PUF, 2007.
- Claudia Mejia Quijano, Le cours d'une vie. Portrait diachronique de Ferdinand de Saussure, Cécile Défaut, 2008.
- Dimitar Vessélinov, Les étudiants bulgares de Ferdinand de Saussure, Sofia, éd. Ciela, 2008, 400 p.
- Federico Bravo, Anagrammes. Sur une hypothèse de Ferdinand de Saussure, Lambert-Lucas, 2011, 280 p.
- Rivero, Silvia. Una mirada sobre el método analógico de la ciencia y su lugar en la lingüística. Revista de Epistemología y Ciencias Humanas, Núm. 5, Grupo IANUS. 2013. ISSN 1852-625X. pp 201-229.
- E.F. Konrad Koerner. Ferdinand de Saussure - Génesis y evolución de su pensamiento en el marco de la Lingüística occidental. Madrid: Editorial Gredos. 1982 (versión española). Original: 1972
- Culler, J. (1976). Saussure. Glasgow: Fontana/Collins. (en inglés)
- Ducrot, O. y Todorov, T. (1981). Encyclopedic Dictionary of the Sciences of Language, trans. C. Porter. Oxford: Blackwell. (en inglés)
- Harris, R. (1987). Reading Saussure. London: Duckworth. (en inglés)
- Holdcroft, D. (1991). Saussure: Signs, System, and Arbitrariness. Cambridge University Press. (en inglés)
- Joseph, J. E. (2012). Saussure. Oxford University Press. (en inglés)
- Sanders, Carol (2004). The Cambridge Companion to Saussure. Cambridge University Press. ISBN 978-0-521-80486-8.
- Wittmann, Henri (1974). "New tools for the study of Saussure's contribution to linguistic thought." Historiographia Linguistica 1.255-64.  (en inglés)